# 杰乐·大卫
杰樂·大衛（英語：Darryl Wilson David，1970年10月19日—）是新加坡政治人物與前電視主持人，隸屬人民行動黨，自2015年起擔任新加坡國會宏茂橋集選區（後港分區）議員。出身於新加坡多元文化家庭，他早年在英語媒體領域活躍，曾擔任遊戲節目《Pyramid Game》主持人，後轉向公共行政與教育發展，先後獲得南洋理工大学與李光耀公共政策学院碩士學位。進入政壇後，關注青年、文化與教育政策，現亦擔任新加坡國會文化、社群與青年委員會副主席。

## 經歷
杰樂·大衛出生於1970年10月19日，具有印度與華人血統，自小在多元文化環境中成長。他畢業於新加坡國立大學，主修英語文學，其後取得南洋理工大學工商管理碩士學位，以及李光耀公共政策學院的公共行政碩士學位。
1990年代至2000年代初，杰樂·大衛以英語電視節目主持人身份為人熟知，曾主持遊戲節目《Pyramid Game》並參與多項綜藝與文化節目。他以流利的雙語能力（英語與華語）及親民形象獲得觀眾喜愛。
離開媒體圈後，他轉向教育與公共行政領域，曾擔任淡馬錫理工學院設計學院副主任、聖若瑟國際學校圣若瑟国际书院校長，並在公共服務方面積極參與社區與青年事務。
2015年，杰樂·大衛首次以人民行動黨候選人身份參選大選，並當選為宏茂橋集選區（後港分區）國會議員，開啟其從政生涯。此後連任第14、15屆國會議員，期間積極參與文化、青年、教育等領域的國會委員會工作，亦是國會文化、社群與青年委員會的副主席。

## 事件

### 「與群眾脫節」評論引發批評
杰樂·大衛曾在一次公開訪談中表示，他「未遇過任何家庭因為高成本而選擇不生育更多孩子」的說法，引發網民廣泛批評及嘲笑，指其與普通家庭的經濟現實脫節。相關表態被認為忽略基層民眾的生活壓力，引起社會反響。

### 2025年大選中三角選戰成果引熱議
在 2025年大選中，人民行動黨在宏茂橋集選區（含後港分區）與其他兩黨競爭，最終以約 78.95% 的高得票率獲勝。該場三方對決中的壓倒性勝利，令杰樂·大衛連任成功並引發對其選區策略與強弱懸殊選情的討論。